# Tura (Maďarsko)
Tura je město v Maďarsku v župě Pest, spadající pod okres Aszód. Svým městským územím sousedí s obcí Galgahévíz a vytváří tak aglomeraci. Nachází se asi 34 km severovýchodně od Budapešti. V roce 2015 zde žilo 7 694 obyvatel, z nichž jsou 89,4 % Maďaři, 11,9 % Romové, 0,4 % Němci a 0,3 % Rumuni.
Nejbližšími městy jsou Aszód, Hatvan a Jászfényszaru. Poblíže jsou též obce Galgahévíz, Vácszentlászló a Zsámbok.